# Trocmé
Trocmé är en fransk-italiensk adelssläkt ursprungligen härstammar från Provence i Frankrike. Släkten infördes som adlig ätt nummer 83 i det italienska riddarhuset 1693. Släktens anfader var en man vid namn Jean Jaques D'Troc 1674.